# Camelot (televíziós sorozat, 2011)
A Camelot ír–amerikai–angol–kanadai televíziós filmsorozat, amelynek alkotói Chris Chibnall és Michael Hirst voltak. A zenéjét Jeff Danna és Mychael Danna szerezte. Az Egyesült Államokban a Starz vetítette, az Egyesült Királyságban a Channel 4 sugározta, Írországban a RTÉ adta, Kanadában a CBC tűzte műsorra, Ausztráliában a Nine Network mutatta be, Hollandiában az RTL vetítette le, Belgiumban a VIER adta le, Magyarországon az HBO-n volt látható.

## Szereplők
| Szereplő           | Színész              |
| ------------------ | -------------------- |
| Merlin             | Joseph Fiennes       |
| Artúr király       | Jamie Campbell Bower |
| Morgan             | Eva Green            |
| Guinevere          | Tamsin Egerton       |
| Leontes            | Philip Winchester    |
| Kay                | Peter Mooney         |
| Igraine királynő   | Claire Forlani       |
| Gawain             | Clive Standen        |
| Brastias           | Diarmaid Murtagh     |
| Arthur nevelőanyja | Lucy Cohu            |

## Epizódok
1. Hazatérés
2. Kard és korona
3. Giniver
4. A tó hölgye
5. Igazság
6. Három utazás
7. Egy hosszú éj
8. Igraine
9. Harc a Bardon-szorosért
10. Leszámolás